# Chorthippus abchasicus
Chorthippus abchasicus (кобилка абхазька) — вид прямокрилих комах родини саранових (Acrididae). Вид є ендеміком Кавказу. Мешкає на гірських луках хребта Аїбга в Абхазії та Краснодарському краї Росії на висоті 1500–2000 м.